# Sant Pau del Camp

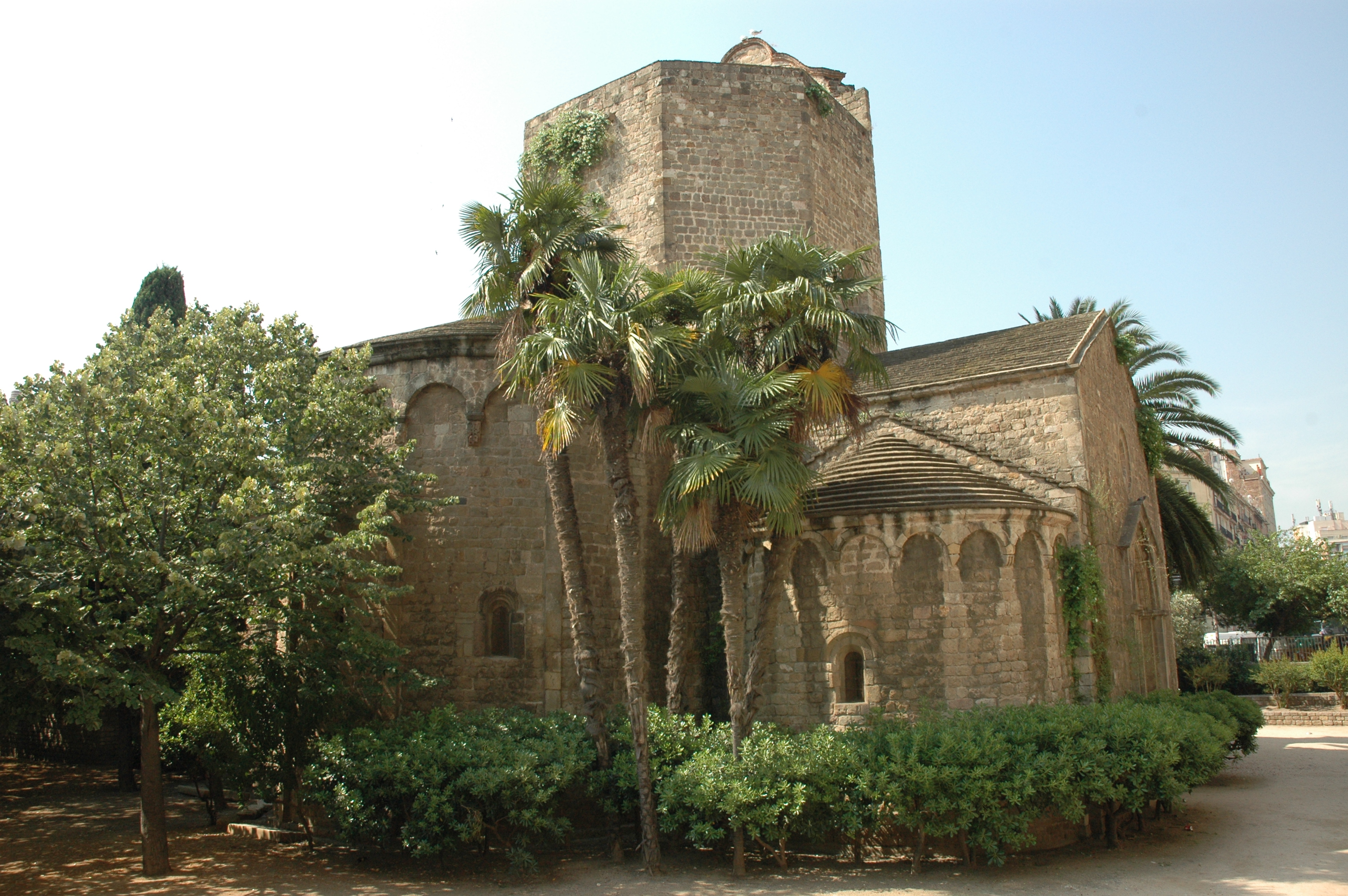
Klosterkirche

Sant Pau del Camp ist ein ehemaliges Kloster im Stadtteil El Raval der katalanischen Hauptstadt Barcelona in Spanien.

## Geschichte
Das Kloster wurde zwischen 897 und 911 von Wilfried II. gegründet; sein Grabstein ist im linken Arm des Querhauses der Kirche angebracht.
Die Truppen von Almansor verwüsteten im Jahr 985 das Kloster. Die Adeligen Geribert Guitard und seine Gattin Ritlandis ließen es wieder aufbauen und vereinten es mit dem Kloster Sant Cugat del Vallès. 
Seit dem 13. Jahrhundert war Sant Pau del Camp nicht mehr von Sant Cugat del Vallès abhängig. Im Jahr 1508 wurde es mit dem Kloster Montserrat vereint. Weitere Änderungen erfolgten bis 1835, als das Kloster im Rahmen der Desamortisation in Spanien aufgehoben wurde.
Die seit 1879 als Kulturdenkmal klassifizierte Klosteranlage ist heute ein Museum.